# イゴール・チュレポフ
イゴール・ユリエヴィチ・チュレポフ（ロシア語: Игорь Юрьевич Шулепов, 1972年11月16日 - ）は、ロシアの元男子バレーボール選手。エカテリンブルク出身。元ロシア代表。名前は「イーゴリー・シュレーポフ」とも、「Igor Choulepov」とも表記される。

## 来歴
1994年のワールドリーグからロシア代表に選出され、1995年欧州選手権に出場。1996年、アトランタ五輪に出場し4位入賞、同年のワールドリーグ銀メダルに輝く。1998年世界選手権にも出場している。
一方で、1998年以前の所属クラブチームは不明。
1999年、元ロシア代表監督のゲンナジー・パルシンおよびオレーク・アントロポフと共に来日、Vリーグ(現プレミアリーグ)のJTサンダーズに入団し、1シーズン在籍した。2000年シドニーオリンピックで主力として活躍、銀メダル獲得に貢献した。
2000年、イタリア・セリエA1のパッラヴォーロ・パルマに移籍した。ちなみにイリア・サベリエフと入れ替わる形での移籍となった。2002年からセリエA1のトレンティーノ・バレーに移籍し、2シーズンプレーした。
2004年、ロシアに戻り、スーパーリーグのゼニト・カザンに移籍し2007年まで在籍する。この間、2004年ロシアカップ初優勝、2007年にはリーグとカップの2冠達成に貢献した。
2007年からスーパーリーグのガスプロム・ユグラ・スルグトに在籍し、キャプテンを務めている。

## 球歴
- オリンピック - 1996年、2000年（銀メダル）
- 世界選手権[2] - 1998年
- ワールドリーグ[2] - 1994年、1995年、1996年（3位）、1997年、1998年

## 所属クラブ
- JTサンダーズ （1999-2000年）
- パッラヴォーロ・パルマ （2000-2002年）
- トレンティーノ・バレー （2002-2004年）
- ゼニト・カザン （2004-2007年）
- ガスプロム・ユグラ・スルグト （2007-2011年）
- ロコモティフ・イズムルード（2011-2012年）
- ロコモティフ・ノヴォシビルスク（2012-2013年）
- グベールニヤ・ニジニ・ノヴゴロド（2013-2014年）